# لينز كيسلر
لينينا «لينز» كيسلر (بالدنماركية: Linse Kessler)‏ (ولدت في 31 مارس 1966) شخصية تلفزيونية وممثلة وسيدة أعمال دنماركية، وهي معروفة لملكيتها «أكبر ثدي سيليكون اسكندنافي», هي شقيقة الأكبر للملاكم المحترف السابقة ميكيل كيسلر. لينز حاليا نجم سلسلة الواقع الخاصة بها، فاميلين فرا بريجن

## روابط خارجية
- لينز كيسلر على موقع IMDb (الإنجليزية)
- لينز كيسلر على موقع ديسكوغز (الإنجليزية)
- لينز كيسلر على موقع قاعدة بيانات الفيلم (الإنجليزية)
- لينز كيسلر على موقع كينوبويسك (الروسية)
- الموقع الرسمي لكوبنهاجن نادي ريدليت